# Scuderia Adriatica
Scuderia Adriatica was het wegraceteam van de Italiaanse broers Giuliano en Alvaro Vernocchi, oprichters van de fabrikant van landbouwwerktuigen Adriatica. 
Al in 1978 startte het team met Yamaha TZ 250- en Morbidelli-productieracers, die door de Nederlandse constructeur Jan Witteveen getuned werden. Witteveen had zijn sporen verdiend door zijn werk voor Gilera en Simonini. 

## Adriatia 250cc-racer 1979
Begin februari 1979 verschenen de eerste tekeningen van de door Witteveen ontwikkelde nieuwe motor voor Adriatica. Het was een 250cc-tandemtwin waarbij de cilinders horizontaal boven elkaar lagen. Het frame zou gebouwd worden door Bimota. Door de cilinders boven elkaar te plaatsen bleef het blok erg smal. De boring-slagverhouding bedroeg 54 x 54 mm, waardoor de cilinderinhoud op 247,3 cc kwam. Met de plaatsing van de krukpennen werd nog geëxperimenteerd, ze konden zowel op 180- als op 360º worden gezet. Half februari was het blok al klaar. Het had roterende inlaten, twee magnesium-carburateurs en een meervoudige droge plaatkoppeling. Een waterpomp was weliswaar gepland, maar eerst werd geëxperimenteerd met thermosifonkoeling, waardoor gewicht kon worden bespaard. Het complete blok woog slechts 27 kg. Het leverde met een compressieverhouding van 14:1 een vermogen van 64 pk bij 11.200 tpm. De afzonderlijke krukassen werden geleverd door Hoeckle. In mei 1979 werd bekendgemaakt dat Randy Mamola de machine zowel in het wereldkampioenschap wegrace als in nationale Italiaanse wedstrijden zou gaan inzetten. Afhankelijk van zijn resultaten zou bepaald worden of er ook een 350cc-versie gebouwd zou worden.

### Resultaten
Randy Mamola startte in maart 1979 in de GP van Venezuela, maar deed dat nog met een Yamaha-blok. Hij werd vijfde. In de GP van Duitsland werd hij met de Yamaha tweede achter Kork Ballington. Ook in de GP des Nations (Italië) werd Mamola tweede achter Ballington. Hierna verliet Mamola het team, waarschijnlijk omdat hij geen vertrouwen had in het Adriatica-blok, maar ook omdat het remsysteem niet paste bij zijn rijstijl. Hij stapte over naar het door Serge Zago gesponsorde Yamaha-team. De eerste resultaten met het Adriatica-blok kwamen van vervanger Eric Saul. Hij werd in de Joegoslavische GP negende, in de TT van Assen twaalfde, in de Britse GP opnieuw twaalfde en in de Franse Grand Prix zevende. Zijn beste resultaten scoorde hij echter met de 350cc-Adriatica met Yamaha-motor.

## Adriatia racers 1980
Voor het seizoen 1980 voerde ingenieur Strada enkele wijzigingen aan de Adriatica 250 uit. Hij verbond de tandwielen van beide krukassen, waardoor ze tegengesteld draaiden. Dat moest de trillingsproblemen van het blok oplossen. Ook bedacht hij een nieuwe achtervork, feitelijk twee gekruiste vorken waardoor de kettingspanning bij in- en uitveren constant moest blijven. De machine kwam echter niet meer in het WK aan de start. Walter Villa reed de 350cc-Adriatica-Yamaha naar de negende plaats in het wereldkampioenschap. 
Vanwege financiële perikelen stopte Scuderia Adriatica haar raceactiviteiten na het seizoen 1980. Witteveen zou later furore maken als constructeur bij Aprilia.